# Зуєв Валерій Леонідович
Вале́рій Леоні́дович Зу́єв (нар. 7 листопада 1952, Київ, СРСР — пом. 6 травня 2016, Київ[джерело?], Україна) — український футболіст, захисник. Перш за все відомий за виступами у складі київського «Динамо», дніпропетровського «Дніпра» та збірної СРСР. Майстер спорту міжнародного класу (1975). По завершенню кар'єри гравця розпочав тренерську діяльність.

## Біографія
Займатися футболом уродженець Києва розпочав у місцевому «Динамо», вступивши до ДЮСШ у десятирічному віці (перший тренер — Олександр Леонідов). В основному складі дебютував 25 грудня 1969 року в поєдинку з тбіліським «Динамо», однак аж до 1973 року з'являвся на полі досить нечасто, граючи переважно за дублюючий склад.
З приходом до клубу Лобановського потрапив до основної обійми київського клубу, проте за сезон проводив близько третини матчів від загальної кількості.
Найвдалішим для Зуєва видався 1975 рік, коли в його футбольному житті сталося одразу декілька визначних подій. По-перше, Валерій зібрав фантастичний букет клубних трофеїв, серед яких Кубок Володарів Кубків, Суперкубок УЄФА, золоті медалі чемпіонату СРСР. По-друге, був удостоєний почесного звання «Майстер спорту міжнародного класу». І по-третє, одягнув червону футболку збірної СРСР. Дебют Зуєва припав на матч радянської команди проти збірної Туреччини. Більше у складі головної команди країни Валерій Зуєв не з'являвся.
Так і не отримавши стабільного місця в основному складі рідного клубу, Зуєв у 1980 році переходить до лав ростовського СКА, де одразу ж стає незамінним і в першому ж сезоні відіграє 33 матчі в чемпіонаті. 1981 рік був ознаменований черговим трофеєм — разом з ростовським клубом Валерій став володарем Кубка СРСР.
Сезон 1981 Зуєв закінчував у київському СКА, а вже наступного року приміряв форму дніпропетровського «Дніпра», у складі якого виграв ще один чемпіонат СРСР.
Протягом 1984–1990 років грав за команду Південної групи військ Радянської Армії в Угорщині.

Могила Валерія Зуєва, Байкове кладовище

У 1993 році розпочав тренерську кар'єру у структурі «Динамо», яка фактично не переривалася аж до початку 2013 року. Здебільшого виконував обов'язки помічника головного тренера, хоча в період з 1997 по 1999 рік був головним керманичем «Динамо-2», а в сезоні 2001/02 складав у цьому ж клубі тренерський тандем з Володимиром Онищенком. У 1995 році отримав досвід роботи на посаді помічника головного тренера збірної України. З лютого по червень 2013 року був асистентом Олега Лужного, що очолював сімферопольську «Таврію».
Раптово помер 6 травня 2016 року від відриву тромбу. Похований на Байковому кладовищі (ділянка № 33).

## Досягнення
Командні трофеї
- Володар Кубка володарів кубків (1): 1975
- Володар Суперкубка УЄФА (1): 1975
- Чемпіон СРСР (2): 1974, 1975
- Срібний призер чемпіонату СРСР (3): 1973, 1976 (о), 1978
- Бронзовий призер чемпіонату СРСР (1): 1979
- Володар Кубка СРСР (3): 1974, 1978, 1981
- Фіналіст Кубка СРСР (1): 1973
- Брав участь у чемпіонських сезонах «Динамо» (1977) та «Дніпра» (1983), однак провів у них лише один та два матчі відповідно, чого замало для отримання медалей
- Брав участь у «срібних» сезонах «Динамо» (1969, 1972), однак провів у них лише по одному поєдинку, чого замало для отримання медалей

Тренерські здобутки
- Переможець першої ліги чемпіонату України (1): 1998/99
- Срібний призер першої ліги чемпіонату України (1): 1997/98

Особисті досягнення
- Майстер спорту міжнародного класу (1975)

Державні нагороди
- Орден «За заслуги» ІІІ ступеня (2015)[5]

## Статистика виступів
| Сезон             | Команда           | Чемпіонат         | Чемпіонат | Чемпіонат | Кубок | Кубок | Кубок | Міжнародні | Міжнародні | Міжнародні | Всього | Всього |
| Сезон             | Команда           | Змаг.             | Матчі     | Голи      | Змаг. | Матчі | Голи  | Змаг.      | Матчі      | Голи       | Змаг.  | Матчі  |
| ----------------- | ----------------- | ----------------- | --------- | --------- | ----- | ----- | ----- | ---------- | ---------- | ---------- | ------ | ------ |
| 1969              | «Динамо» К        | ВЛ                | 1         | 0         | КС    | 0     | 0     | —          | —          | —          | 1      | 0      |
| 1972              | «Динамо» К        | ВЛ                | 1         | 0         | КС    | 0     | 0     | —          | —          | —          | 1      | 0      |
| 1973              | «Динамо» К        | ВЛ                | 6         | 0         | КС    | 4     | 0     | КУЄФА      | 5          | 0          | 15     | 0      |
| 1974              | «Динамо» К        | ВЛ                | 11        | 0         | КС    | 4     | 0     | КК         | 2          | 0          | 17     | 0      |
| 1975              | «Динамо» К        | ВЛ                | 11        | 0         | КС    | 0     | 0     | КК+СУ+КЧ   | 6          | 0          | 15     | 0      |
| 1976 (в)          | «Динамо» К        | ВЛ                | 7         | 1         | КС    | 0     | 0     | —          | —          | —          | 7      | 1      |
| 1976 (о)          | «Динамо» К        | ВЛ                | 6         | 0         | КС    | 0     | 0     | КЧ         | 1          | 0          | 7      | 0      |
| 1977              | «Динамо» К        | ВЛ                | 1         | 0         | КС    | 1     | 0     | КЧ         | 2          | 0          | 4      | 0      |
| 1978              | «Динамо» К        | ВЛ                | 14        | 0         | КС    | 2     | 0     | КЧ         | 2          | 0          | 18     | 0      |
| 1979              | «Динамо» К        | ВЛ                | 11        | 0         | КС    | 5     | 0     | КУЄФА      | 0          | 0          | 18     | 0      |
| Всього в «Динамо» | Всього в «Динамо» | Всього в «Динамо» | 69        | 1         |       | 16    | 0     |            | 18         | 0          | 103    | 1      |
| 1980              | СКА Р             | ВЛ                | 33        | 0         | КС    | 5     | 0     | —          | —          | —          | 38     | 0      |
| 1981              | СКА Р             | ВЛ                | 14        | 0         | КС    | 9     | 0     | —          | —          | —          | 23     | 0      |
| Всього в СКА Р    | Всього в СКА Р    | Всього в СКА Р    | 47        | 0         |       | 14    | 0     |            | 0          | 0          | 61     | 0      |
| 1981              | СКА К             | 1Л                | 22        | 0         | КС    | 0     | 0     | —          | —          | —          | 22     | 0      |
| Всього в СКА К    | Всього в СКА К    | Всього в СКА К    | 22        | 0         |       | 0     | 0     |            | 0          | 0          | 22     | 0      |
| 1982              | «Дніпро» Д        | ВЛ                | 26        | 0         | КС    | ?     | ?     | —          | —          | —          | ?      | ?      |
| 1983              | «Дніпро» Д        | ВЛ                | 2         | 0         | КС    | ?     | ?     | —          | —          | —          | ?      | ?      |
| Всього в «Дніпрі» | Всього в «Дніпрі» | Всього в «Дніпрі» | 28        | 0         |       | ?     | ?     |            | 0          | 0          | ?      | ?      |
| Всього за кар'єру | Всього за кар'єру | Всього за кар'єру | 166       | 1         |       | ?     | ?     |            | 18         | 0          | ?      | ?      |